# The Story Begins
The Story Begins è il primo EP del gruppo musicale sudcoreano Twice, pubblicato il 20 ottobre 2015.

## Tracce
1. Like Ooh-Ahh (OOH-AHH하게?, Ooh-Ahh HageLR) – 3:35
2. Do It Again (다시 해줘?, Dasi HaejwoLR) – 3:26
3. Going Crazy (미쳤나봐?, MichyeonnabwaLR) – 3:01
4. Truth – 3:33
5. Candy Boy – 2:46
6. Like a Fool – 3:34

## Classifiche

### Classifiche settimanali
| Classifica (2015) | Posizione massima |
| ----------------- | ----------------- |
| Corea del Sud     | 3                 |
| Giappone          | 43                |

### Classifiche di fine anno
| Classifica (2015) | Posizione |
| ----------------- | --------- |
| Corea del Sud     | 49        |
| Classifica (2016) | Posizione |
| Corea del Sud     | 58        |